# Eulalia speciosa
Eulalia speciosa är en gräsart som först beskrevs av Jean Odon Debeaux, och fick sitt nu gällande namn av Carl Ernst Otto Kuntze. Eulalia speciosa ingår i släktet Eulalia och familjen gräs. Inga underarter finns listade i Catalogue of Life.